# Fabrikation deutscher Filme
Die FDF Fabrikation Deutscher Filme GmbH war eine deutsche Filmproduktionsgesellschaft, die im Oktober 1934 von Baron Hans von Wolzogen gegründet wurde. Sie bestand bis 1942 und hatte ihren Sitz in Berlin.
Von Wolzogen arbeitete als Chef der FDF mit wechselnden Stäben und nutzte die Ateliers der Ufa. Abgesehen von den propagandistischen Spielfilmen Herbstmanöver und Der Volksfeind hat die Firma eine Reihe von Unterhaltungsfilmen produziert, von denen die wenigsten Filmgeschichte geschrieben haben. Mit Jürgen von Alten als Regisseur hat sie daneben zahlreiche Kurzfilme hervorgebracht. Unter den Filmstars, die häufig für die FDF gearbeitet haben, sind vor allem Heinrich George, Paul Hörbiger, Pola Negri, Iván Petrovich, Sybille Schmitz, Albrecht Schoenhals und Olga Tschechowa zu nennen.
1942 ging die FDF vermutlich in der zur Ufa gehörenden Berlin-Film GmbH auf.

## Filmografie
- Ännchen von Tharau (Rolf Randolf,1935)
- Wenn die Musik nicht wär' (Carmine Gallone,1935)
- Liebeserwachen (Herbert Maisch,1935/36)
- Leichte Kavallerie (Werner Hochbaum,1935)
- Horch’, horch’, die Lerch’ im Ätherblau (Kurzfilm; Jürgen von Alten,1935/36)
- Hier irrt Schiller (Kurzfilm; Jürgen von Alten,1935/36)
- Herbstmanöver (Georg Jacoby, 1935)
- Emma III (Kurzfilm; Rolf Randolf,1935)
- Die Hasenpfote (Kurzfilm; Jürgen von Alten,1935/36)
- Das Geschenk (Kurzfilm; Jürgen von Alten,1935)
- Cavalerie légère (Werner Hochbaum,1935)
- Wochenendzauber (Kurzfilm; Hanns Marschall,1936)
- Wie imponiere ich meiner Frau (Kurzfilm; Jürgen von Alten,1936)
- Wie ein Wunder kam die Liebe (Kurzfilm; H. F. Köllner,1936)
- Wette um einen Kuß (Kurzfilm; Jürgen von Alten,1936)
- Standesamt 10.15 Uhr (Kurzfilm; Jürgen von Alten,1936)
- Spezialist für Alles (Kurzfilm; Jürgen von Alten,1936)
- Rosen und Liebe (Kurzfilm; Eduard von Borsody,1936)
- Potpourri (Kurzfilm; Jürgen von Alten,1936)
- Mädchen in Weiß. Ich bin auf der Welt, um glücklich zu sein (Victor Janson,1936)
- Guten Abend – gute Nacht (Kurzfilm; Jürgen von Alten, 1936)
- Gleisdreieck (Robert A. Stemmle,1936)
- Fahrerflucht (Kurzfilm; Jürgen von Alten,1936)
- Du bist so schön, Berlinerin (Kurzfilm; Eduard von Borsody,1936)
- Die Kronzeugin (Georg Jacoby, 1936/37)
- Der silberne Löffel (Kurzfilm; Jürgen von Alten,1936)
- Der Dickschädel (Kurzfilm; Jürgen von Alten,1936)
- Das Ochsenmenuett (Kurzfilm; Jürgen von Alten,1936)
- Tango Notturno (Fritz Kirchhoff,1937)
- Meiseken (Hans Deppe,1937)
- Großalarm (Georg Jacoby, 1937/38)
- Frau Sylvelin (Herbert Maisch,1937/38)
- Einmal werd' ich Dir gefallen (Johannes Riemann,1937)
- Ein Volksfeind (Hans Steinhoff,1937)
- Die Korallenprinzessin (Victor Janson,1937; deutsch-jugoslawische Koproduktion)
- Der glückliche Finder (Kurzfilm; Jürgen von Alten,1937)
- Der Biberpelz (Jürgen von Alten,1937)
- Daphne und der Diplomat (Robert A. Stemmle,1937)
- Rote Orchideen (Nunzio Malasomma,1938)
- Oma läßt grüßen (Kurzfilm; 1938)
- Männer soll man nicht allein lassen (Kurzfilm; Jürgen von Alten,1938)
- Ich verweigere die Aussage (Otto Linnekogel,1938/39)
- Ein Lied von Liebe (Kurzfilm; Jürgen von Alten,1938)
- Die Nacht der Entscheidung (Nunzio Malasomma,1938)
- Der Barbier von Sevilla (Benito Peroio,1938; deutsch-spanische Koproduktion)
- Aber mein lieber Herr Neumann (Kurzfilm; Jürgen von Alten,1938)
- Ihr Privatsekretär (Charles Klein, 1939/40)
- Panik (Harry Piel, 1940–1943)
- Herz ohne Heimat (Otto Linnekogel,1940)
- Vom Schicksal verweht (Nunzio Malasomma,1941/42)
- Oh, diese Männer (Hubert Marischka,1941)
- Giungla (Nunzio Malasomma,1941/42; deutsch-italienische Koproduktion)